# 瓦爾哈拉冰川
瓦爾哈拉冰川（英語：Valhalla Glacier），是南極洲的冰川，位於維多利亞地的阿斯加德山脈地區，處於瓦爾哈拉山和康羅冰川，由新西蘭南極名稱諮詢委員會命名，現時由南極條約體系管理。